# Venceslas de Rybnik
Venceslas de Rybnik (aussi connu comme Venceslas III ou V de Krnov et Rybnik; tchèque : Václav V. z Rybnika a Pštíny; polonais : Wacław III Rybnicki; allemand : Wenzel II. von Jägerndorf und Rybnik; né vers 1440 mort entre le 23 janvier et le 23 juin 1478 à Kłodzko) il fut corégent du duché de Krnov de 1452 à 1464 et unique souverain du duché de Rybnik de 1464 à 1474. Il appartenait à la lignée d'Opava-Ratibor de la dynastie des  Přemyslides.

## Biographie
Venceslas est le fils cadet de Nicolas V de Krnov, qui fut un adversaire des  Hussites. Venceslas est encore mineur quand son père meurt en 1452, il est confié à la garde de son oncle  Venceslas II et de sa belle-mère, Barbara de Rockenberg. De 1460 à 1464, Venceslas et son frère aîné Jean IV règnent conjointement sur leurs possessions. En 1464, ils décident de diviser leurs domaines patrimoniaux, Jean IV prend Krnov, Bruntál et Wodzisław Śląski et Venceslas reçoit Rybnik avec Żory et Pszczyna.
Après la mort du roi Georges de Bohême en 1471, Venceslas III soutient la candidature au trône de Vladisals Jagellon lors du conflit qui oppose la noblesse de Bohême et le roi de Hongrie Mathias Corvin pour la succession du royaume de Bohême. Le prétendant hongrois forme une coalition contre Venceslas qui comprend Victor duc de Münsterberg et d'Opava et son frère
Henri Ier l'Aîné de Münsterberg-Oels, mais aussi le duc Przemyslas II de Cieszyn Nicolas II de Niemodlin et son frère Jean II le Bon d'Opole.
La coalition défait Venceslas III en 1474 et il est fait prisonnier par Matthias Corvin qui le remet à
Henri Ier l'Ainé. Le frère d'Henri Ier l'Ainé, Victor de Poděbrady s'empare des possessions de Venceslas qu'il perdra cependant en 1479 après la mort de Venceslas célibataire et sans héritier, captif à Kłodzko.

## Source de la traduction
- (en) Cet article est partiellement ou en totalité issu de l’article de Wikipédia en anglais intitulé « Wenceslaus III, Duke of Rybnik » (voir la liste des auteurs).